# Stamnodes topazata
Stamnodes topazata là một loài bướm đêm trong họ Geometridae.